# Associazione Calcio Monza 1922-1923
Questa pagina raccoglie le informazioni riguardanti l'Associazione Calcio Monza nelle competizioni ufficiali della stagione 1922-1923.

## Stagione
Il terreno di gioco delle "Grazie Vecchie" risulta troppo ristretto per le esigenze del Monza.
Così il 23 febbraio 1923 viene inaugurato il nuovo Campo di via Ghilini con la civettuola tribuna all'inglese in legno. Nell'occasione si gioca un incontro amichevole tra il Monza e la Gloria di Fiume.
A fine stagione, come prevede il regolamento della Lega Nord della stagione 1922-1923, il Monza, prima squadra non retrocessa sul campo, deve spareggiare dapprima contro il Chiasso perché a pari punti e successivamente contro la Canottieri Lecco, squadra prima classificata del girone finale della Terza Divisione lombarda.
Il primo spareggio fu disputato a Saronno il 20 maggio 1923 e vide la vittoria del Monza per 1-0.

## Rosa
| N. |                   | Ruolo | Calciatore        |
| -- | ----------------- | ----- | ----------------- |
|    | Italia (bandiera) | A     | Giovanni Bianchi  |
|    | Italia (bandiera) | A     | Angelo Cacciatori |
|    | Italia (bandiera) | A     | Giuseppe Cattaneo |
|    | Italia (bandiera) | D     | Luigi Colombo     |
|    | Italia (bandiera) | A     | Luigi Crippa      |
|    | Italia (bandiera) | C     | Luigi Maiocchi    |

| N. |                   | Ruolo | Calciatore        |
| -- | ----------------- | ----- | ----------------- |
|    | Italia (bandiera) | D     | Andrea Mauri      |
|    | Italia (bandiera) | C     | Camillo Moioli    |
|    | Italia (bandiera) | P     | Angelo Piffarerio |
|    | Italia (bandiera) | C     | L. Sironi         |
|    | Italia (bandiera) | A     | Carlo Villa       |
|    | Italia (bandiera) | C     | Zafferoni         |

## Risultati

### Girone di andata
| Monza 12 novembre 1922 1ª giornata | Monza       | 0 – 0 | Chiasso | Campo delle Grazie Vecchie\| Arbitro: \| Vago (Como) \| |
| Arbitro:                           | Vago (Como) |       |         |                                                         |

| Como 19 novembre 1922 2ª giornata | Como              | 0 – 0 | Monza | Campo di via dei Mille\| Arbitro: \| Crivelli (Milano) \| |
| Arbitro:                          | Crivelli (Milano) |       |       |                                                           |

| Arbitro: | Muttoni (Milano) |

|                                 |           |                     |
| Villa Crippa Cattaneo Zafferoni | Marcatori | Bevilacqua Bestetti |

| Monza 17 dicembre 1922 4ª giornata | Monza              | 0 – 0 | Piacenza | Campo delle Grazie Vecchie\| Arbitro: \| Bottelli (Bergamo) \| |
| Arbitro:                           | Bottelli (Bergamo) |       |          |                                                                |

| Arbitro: | Ferro (Milano) |

|               |           |  |
| Fenili II 75’ | Marcatori |  |

| Arbitro: | Bottelli (Bergamo) |

|               |           |              |
| Zafferoni 32’ | Marcatori | 52’ Zamproni |

| Arbitro: | Vota (Torino) |

|                             |           |                                        |
| Tognasso 15’, 22’ Cerri 77’ | Marcatori | 8’ Cattaneo 30’ (aut.) Ponti 79’ Villa |

### Girone di ritorno
| Arbitro: | Vedda (Vercelli) |

|                                   |           |                      |
| Lurati II 11’ Riva I 20’ Carò 46’ | Marcatori | 35’ Crippa 78’ Villa |

| Arbitro: | Bernetti (Piacenza) |

|                                       |           |                       |
| Sironi 60’ (rig.) Cacciatori 70’, 86’ | Marcatori | 9’ Cetti II 21’ Pizzi |

| Milano 18 febbraio 1923 10ª giornata | Officine Meccaniche | 0 – 0 | Monza | Campo Officine Meccaniche\| Arbitro: \| Malagodi (Ferrara) \| |
| Arbitro:                             | Malagodi (Ferrara)  |       |       |                                                               |

| Arbitro: | Palestra (Pavia) |

|                            |           |  |
| Bernetti 25’ Montanari 33’ | Marcatori |  |

| Arbitro: | Guarnieri (Milano) |

|            |           |                          |
| Crippa 28’ | Marcatori | 33’ Leidi 41’ Martinelli |

| Lodi 25 marzo 1923 13ª giornata | Fanfulla            | 0 – 0 | Monza | Stadio Dossenina\| Arbitro: \| Muttoni (Treviglio) \| |
| Arbitro:                        | Muttoni (Treviglio) |       |       |                                                       |

| Arbitro: | Guiot (Milano) |

|  |           |               |
|  | Marcatori | 84’ Missaglia |

### Spareggio per il 6º posto
| Arbitro: | Zoni (Varese) |

|                   |           |  |
| Sironi 67’ (rig.) | Marcatori |  |

### Qualificazione alla Seconda Divisione
| Arbitro: | Guarnieri (Milano) |

|                         |           |                   |
| Cattaneo 15’ Crippa 74’ | Marcatori | 25’ Branduardi A. |

| Arbitro: | Gallotti (Milano) |

|  |           |               |
|  | Marcatori | 68’ Zafferoni |